# Pieńki (województwo opolskie)
Pieńki – kolonia w Polsce położona w województwie opolskim, w powiecie oleskim, w gminie Rudniki, w sołectwie Żytniów.
W latach 1975–1998 miejscowość położona była w województwie częstochowskim.
W okresie międzywojennym stacjonowały w miejscowości: Placówka Straży Granicznej I linii „Pieńki” oraz placówka Straży Celnej „Pinki”.